# Vřesová
Vřesová település Csehországban, a Sokolovi járásban. Vřesová Jindřichovice, Dolní Nivy, Tatrovice, Vintířov és Chodov településekkel határos. Lakosainak száma 421 fő (2024. január 1.).

## Népesség
A település lakosságának változását az alábbi diagram mutatja:
| Lakosok száma | 599  | 678  | 779  | 162  | 216  | 347  | 386  | 383  | 360  | 421  |
|               | 1869 | 1900 | 1921 | 1961 | 1980 | 2011 | 2016 | 2019 | 2021 | 2024 |